# Vesoljski polet
Vesóljski polèt je uporaba vesoljske tehnologije za dosego leta vesoljskega plovila v in skozi vesoljski prostor.
Z vesoljskimi poleti se raziskuje Vesolje, uporabljajo pa se tudi v komercialne namene kot je vesoljski turizem ali satelitske telekomunikacije. Nekomercialna raba vesoljskih poletov vključuje vesoljske observatorije, izvidniške satelite in druge zemeljske opazovalne satelite.
Vesoljski polet se običajno začne z izstrelitvijo rakete nosilke, ki zagotovi začetni potisk za premagovanje težnosti in poganja vesoljsko plovilo z zemeljskega površja. Gibanje vesoljskih plovil v vesoljskem prostoru obravnava astrodinamika. Nekatera vesoljska plovila ostanejo v vesoljskem prostoru za stalno, nekatera se pri vrnitvi na Zemljo uničijo v ozračju, druga pa dosežejo površja drugih planetov ali naravnih satelitov, kjer lahko pristanejo ali pa trčijo.